# The Girl Code
The Girl Code é o décimo episódio da vigésima sétima temporada da série de animação de comédia The Simpsons, sendo exibido originalmente na noite de 3 de Janeiro de 2016 pela Fox Broadcasting Company (Fox) nos Estados Unidos. No episódio, quando Homer perde o emprego devido à uma postagem de Marge na rede social, ele começa a trabalhar como lavador de pratos em um restaurante grego. Enquanto isso, Lisa cria um aplicativo que pode prever o efeito negativo de qualquer postagem na internet.
O episódio foi recebido de forma positiva pela crítica de televisão especializada e de acordo com o instituto de mediação de audiências Nielsen, foi assistido por 4,41 milhões de espectadores em sua exibição original e recebeu uma quota de 2.0/6 no perfil demográfico de telespectadores entre os 18 aos 49 anos de idade.

## Produção
"Barthood" foi escrito por Rob LaZebnik e dirigido por Chris Clements. Este é o segundo episódio escrito por LaZebnik nesta temporada, sendo que "Friend with Benefit" foi de sua autoria. Já Clements participa pela primeira vez da direção de um episódio nesta temporada. "Let's Go Fly a Coot", da vigésima sexta temporada, foi seu último trabalho. Matt Selman e Al Jean foram creditados como produtores executivos.
Os convidados especiais incluem Stephen Merchant como a voz do aplicativo Conrad e Kaitlin Olson como Quinn, a professora de Lisa.

## Enredo
Quando Marge se esquece de trazer o almoço de Homer, ela fica preocupada sobre qual efeito o jejum teria sobre o desempenho dele no trabalho (um ponto discutível, uma vez que Homer tem várias pizzas congeladas em sua mão para seu sustento), ela corre para a Usina Nuclear de Springfield. Marge posta uma foto no Facelook (uma paródia do Facebook) de Homer tomando um sorvete com a legenda "Derretimento na Usina Nuclear". O Sr. Burns está furioso com o jogo de palavras e ignora a defesa de Smithers, que alegou que era 'simplesmente uma piada' e demite Homer imediatamente. E então, ele recebe o seu emprego de volta em um restaurante grego onde trabalhou quando tinha 14 anos. A simplicidade do trabalho e a 'divertida vida de grego' cativa Homer, embora seu pagamento seja cerca de 2 000 dracmas (extinta moeda grega que hoje não tem valor nenhum).
Enquanto isso, Lisa está em uma classe de programação de computadores liderada por uma mulher resistente chamada Quinn, que imediatamente decide fazer de Lisa sua 'preferida'. Ela lança uma ideia para um aplicativo que pode prever os efeitos negativos de uma postagem em rede social, fazendo sua professora ficar impressionada. O aplicativo é nomeado Conrad, com uma voz britânica dizendo às pessoas o que vai acontecer se postarem certas coisas. A experiência funciona quando Bart, prestes a compartilhar um vídeo humilhante do Diretor Skinner, recebe um aviso sobre o que isso poderia causar (uma detenção de 5 semanas). Conrad é um verdadeiro sucesso, mas Lisa sente-se desconfortável após descobrir que o aplicativo tinha ganho consciência, e decide não lançá-lo na loja de aplicativo, frustrando a todos.
Mais tarde, é revelado por Lisa para o resto da família que seu aplicativo invadiu arquivos da Usina e coletou alguma informação incriminatória que é usada para chantagear o Sr. Burns, em troca de dar o emprego de volta para Homer.

## Recepção
"The Girl Code" foi exibido originalmente na noite de 3 de Janeiro de 2016, um domingo, pela Fox Broadcasting Company nos Estados Unidos. De acordo com o sistema de mediação Nielsen, o episódio foi assistido por 4,41 milhões de telespectadores, e recebeu uma quota de 2.0/6 no perfil demográfico de telespectadores entre os 18 aos 49 anos de idade. Apresentou uma queda de 1,56 milhões de telespectadores, aproximadamente, a partir do último episódio, "Barthood", que na ocasião foi assistido por cerca de 5,97 milhões de telespectadores.
No geral, o episódio foi recebido de forma positiva pela crítica de televisão especializada. Dennis Perkins do The A.V. Club o avaliou com um B, comentando que "um ritmo rápido, um par de atores convidados comprometidos e engraçados, e uma pitada de coração combinam para fazer 'The Girl Code' um episódio modesto, mas acima da média de Os Simpsons. Enquanto as falhas nele são tão endêmicas para o show neste momento a ser tão sem graça na descrição como desanimador, na prática, um pouco de cuidado nas piadas e as performances percorrem um longo caminho nestes últimos dias."